# Luigi Ferdinando Tagliavini
Luigi Ferdinando Tagliavini   (Bolonya, 7 d'octubre de 1929 - Bolonya, 11 de juliol de 2017) fou un organista, clavicembalista, musicòleg i compositor italià.
Luigi Ferdinando Tagliavini va estudiar orgue, piano i composició amb Riccardo Nielsen al Conservatori Giovanni Battista Martini de Bolonya i al Conservatori de París amb Marcel Dupré. Es va llicenciar a la Universitat de Pàdua el 1951 amb una dissertació sobre els textos de les cantates sagrades de Johann Sebastian Bach; va ensenyar orgue al Conservatori de Bolonya on va ocupar el càrrec de bibliotecari; esdevingué posteriorment professor d'orgue al Conservatori Monteverdi de Bolzano. Va ser designat per impartir història de la música a la Universitat de Parma i el 1971 va ser nomenat professor i director de l'Institut de Musicologia de la Universitat de Friburg (Suïssa). Va ser professor convidat a diverses universitats dels EUA; Va ser àmpliament actiu com a organista de concerts a Itàlia i a l'estranger. Juntament amb Liuwe Tamminga va ser nomenat organista a la basílica de Sant Petroni a Bolonya. Juntament amb Renato Lunelli va fundar la revista "L'organo" el 1960, va continuar juntament amb Oscar Mischiati i continua funcionant fins quasi el final de la seva vida. Va ensenyar regularment als cursos d'estiu a Haarlem, Països Baixos i al curs "l'Acadèmia de música d'orgue" a Pistoia (Toscana).
Juntament amb Marie Claire Alain, Anton Heiller i Gustav Leonhardt, va contribuir considerablement a la redescoberta i promoció de la pràctica d'actuació històrica sobre l'orgue barroc i també el clavicèmbal. Juntament amb el seu bon amic i col·lega Oscar Mischiati, es considera que va ser el primer promotor del moviment històric d'orgues a Itàlia. Aquest moviment estava i es preocupa de la restauració d'òrgues històrics mitjançant mètodes i tècniques antigues, restablint el valor original dels instruments i permetent apreciar-los. Algunes de les restauracions guiades pel moviment, en particular les dels dos orgues de la Basílica Sant Petroni de Bolonya, una (1471–75) de Lorenzo da Prato i (1531) Giovan Battista Fachinetti, i l'altra (1596) de Baldassarre Malamini, han contribuït a una nova consciència dels orgues històrics a Itàlia i a una nova consciència del seu extraordinari valor.
Entre els organitzadors de concerts més reeixits de la seva generació, no només va actuar en els orgues més importants d'Itàlia, sinó també en altres llocs d'Europa. Va fer diversos enregistraments i va rebre diversos premis, entre els quals el "Premio della discografia italiana", el "Schallplattenpreis Phono-Akademie der Deutschen", la distinció "Choc de la musique" del CD dedicat a Andrea Gabrieli i Giovanni Gabrieli realitzat amb Liuwe Tamminga als orgues de Sant Petroni i el "Premio Antonio Vivaldi" i el "Premio Massimo Mila".
Entre els honors que se li han atorgat destaquen el "Tiroler Adler-Orden" en or que es va conferir a Innsbruck el 1982, un doctorat honorífic en música de la Universitat d'Edimburg, una beca honoraria del "Royal College of Organists" de Londres el 1996, un títol honorífic per la Universitat de Bolonya en les disciplines de les arts, la música i l'entreteniment el 1999, i un doctorat honoris causa en música sacra de l'Institut Pontifici de Música Sacra de Roma (2011).
Durant la seva vida va reunir una col·lecció única d'instruments musicals des del segle xvi fins al XX. Es tracta d'uns 70 instruments, la meitat dels quals són de la família dels clavicèmbals. Les altres no només inclouen clavicordi, pianos i orgues, sinó també instruments de vent i instruments musicals automàtics. La col·lecció, junt amb una gran biblioteca, va fer donació recentment a la Fundació de la Cassa di Risparmio de Bolonya i es mostra als edificis i a l'oratori de l'Església de San Colombano, Bolonya. Els objectius del regal, perpetuar, mostrar i ampliar la col·lecció, es combinen amb instal·lacions d'estudi a la biblioteca, visites guiades a la col·lecció, un programa continuat de restauració i conservació dels instruments al taller del local, conferències sobre temes relacionats i concerts als instruments. Els instruments més importants inclouen un espineta del 1540 atribuït a Alesandro Trasuntino, un clavicèmbal de Giovanni Battista Giusti de 1679, un clavicèmbal de Fabio da Bologna de 1686 i una combinació d'un clavicèmbal i un piano amb dos teclats, un per als martells, l'altra per la plectre, de Giovanni Ferrini de 1746.
Va participar sovint a jurats per a concursos nacionals i estrangers, per exemple, el 1991 i el 1994, quan va ser membre del jurat del Concurs International Orgel al Festival de Música Antiga de Bruges. Va escriure nombrosos treballs en el camp de la musicologia, va ser membre de l'Acadèmia Nacional de Santa Cecília i va publicar edicions crítiques de les obres de Girolamo Frescobaldi, Domenico Zipoli i Wolfgang Amadeus Mozart.

## Discografia
- 1991 - Andrea i Giovanni Gabrieli, Gli organi della Basilica di San Petronio, amb Liuwe Tamminga (Tactus)
- 1991 - Maestri Padani i Fiamminghi. Gli organi storici della basilica de San Petronio a Bolonya, amb Liuwe Tamminga (Tactus)
- 1993 - Giuseppe Gherardeschi, Messa per organo, amb la Coral S. Michele Arcangelo di Corsanico (Fonè)
- 1996 - Luigi Ferdinando Tagliavini i la seva col·lecció de clavicèmbals (Ermitage)
- 2004 - L'organo Gaetano Callido (La Bottega Discantica)

## Composicions
- Passacaglia sobre un tema de Paul Hindemith (1953)

## Publicacions
- Studi sui testi delle cantate sacre di J. S. Bach, Padua-Kassel, 1956
- La situazione degli antichi organi in Italia: problemi di censimento e di tutela, together with Oscar Mischiati (in "L'organo" 1969)
- Note introduttive alla storia del temperamento in Italia (in "L'organo" 1980)
- J. S. Bach Musik in Italien im 18. und 19. Jahrhundert (in AA.VV., Bachiana et alia musicologica: Festschrift A. Dürr, Kassel, 1983)
- Giovanni Ferrini e il suo cembalo (in Thomas Steiner, ed., Instruments à claviers – expressivité et flexibilité; actes des rencontres internationales harmoniques, Lausanne, 2002, 13–32)
- Collezione Tagliavini, catalogo degli strumenti musicale, 2 vols., Bologna 2008, together with John Henry van der Meer